# Groupe pour l'Europe des nations
Ne doit pas être confondu avec Europe des nations et des libertés ou Alliance pour l'Europe des nations.
Le groupe pour l'Europe des nations (EDN) était un groupe politique eurosceptique du Parlement européen de 1994 à 1996.

## Historique
Le groupe fut formé le 19 juillet 1994. Il fut le premier groupe eurosceptique du Parlement européen et exista jusqu'au 10 novembre 1996.
Le 20 décembre 1996, ses membres fondèrent le groupe Indépendants pour l'Europe des nations.

## Composition
| Pays     | Parti national                                | Sièges |
| -------- | --------------------------------------------- | ------ |
| France   | Mouvement pour la France                      | 13     |
| Danemark | Mouvement de juin                             | 2      |
| Danemark | Mouvement populaire contre l'Union européenne | 2      |
| Pays-Bas | Parti politique réformé                       | 1      |
| Pays-Bas | Ligue politique réformée                      | 1      |